# Trididemnum translucidum
Trididemnum translucidum är en sjöpungsart som först beskrevs av Francoise Lafargue 1968.  Trididemnum translucidum ingår i släktet Trididemnum och familjen Didemnidae. Inga underarter finns listade i Catalogue of Life.